# Su Populu Sardu
El Muvimentu su Populu Sardu (Moviment del Poble Sard, MPS o SPS), fou un partit polític nacionalista sard dels anys 1970 que formava part del que s'ha anomenat el moviment neosardista. Creat el 1972, era de caràcter marxista i anticolonialista. Reclamava la independència total de Sardenya i el sard com a única llengua oficial. Era força marginal, tot i que fou un dels signants de la Carta de Brest amb Unió Democràtica de Bretanya, PSAN-P, Lucha Occitana, Esquerra Catalana dels Treballadors, Cymru Goch i altres.
Su Populu Sardu Muvimentu kontr’a su Colonialismu (SPS), fou fundat per Mario Carboni, Elisabetta Carboni, Anghelu Caria, Diego Corraine i Lorenzo Palermo, estudiants fills d'emigrants sards a Roma, familiaritzats amb l'extrema esquerra italiana estudiantil de finals dels anys 60, i que contactaren amb estudiants palestins i etarres de Roma. Quan tornaren a Sardenya, entraren en contacte amb els antics Città-Campagna amb la idea de formar un grup militant que barregés l'anticolonialisme amb el tercermundisme, el sardisme i l'aposta per la reconstrucció de la identitat cultural i lingüística de Sardenya, a través del diari bilingüe Su Populu Sardu, encara que molts dels primers militants eren italoparlants. La qüestió lingüística fou incorporada plenament al moviment sardista, en part per imitació del catalanisme, i en part per consciència d'amenaça a la llengua per la italianització accelerada de la dècada del 1960-70, ja denunciada el 1968 per Michelangelo Pira a Sardigna tra due lingue: les generacions més joves usen preferentment l'italià. Durant molts anys, el seu òrgan era l'únic diari que s'escrivia íntegrament en sard.
Establiren una relació de competència amb l'ala independentista del Partit Sard d'Acció; el SPS volia incloure la classe obrera urbana i als emigrats sards a Itàlia, per tal de formar juntament amb els pagesos i pastors un "bloc social anticolonialista", i lingüísticament proposava adoptar una koiné unificada amb els dialectes sards, alhora que reinterpretava la història sarda en clau anticolonialista. Estratègicament, el SPS cercava la constitució d'un bloc d'alliberament que inclogués diverses organitzacions i sectors socials amb l'objectiu d'aconseguir l'autodeterminació.
El 1978 participaren en una campanya de recollida de signatures a favor de la cooficialitat de la llengua sarda. Tot i que n'aconseguí 15.000, es va dissoldre poc després i molts dels militants passaren al Partit Sard d'Acció.